# Total Club Manager 2004
Total Club Manager 2004 é um jogo eletrônico de futebol lançado em novembro de 2003, desenvolvido pela EA Canada (na versão Windows) e pela Budcat Creations (nas versões PS2 e Xbox), foi publicado pela Electronic Arts.